# 坂田明寛
坂田 明寛（さかた あきひろ、7月30日 - ）は、日本の男性声優。東京都出身。マウスプロモーション所属。

## 略歴
幼少期は両親共働きの鍵っ子家庭環であり、一人遊びの玩具の代わりにVHSビデオを観て、外国映画やアニメを親しんでいた。
2013年に三木プロダクション所属。2021年3月に三木プロダクション退所。2021年7月からマウスプロモーション所属。

## 人物
趣味・特技は映画鑑賞、肉体改造、家事全般、愛犬家、音楽、ゲーム、パソコン。

## 出演

### テレビアニメ
- バトルアスリーテス大運動会 ReSTART!（2021年、ガンマ）
- ゲッターロボ アーク（2021年、坂田、所員、警備員B、ガンリュー）
- セスタス -The Roman Fighter-（2021年、ゾラ、審判、船長）
- 湖池屋SDGs劇場 サスとテナ（2021年、アクダイカーン、市民）
- デッドマウント・デスプレイ（2023年、レポーター）

### Webアニメ
- マウスどうぶつえん（2022年 - 、コヨーテのあきひろ）

### ゲーム
時期不明
- 感染×少女

2010年代
- 蒼焔の艦隊（2017年）

2020年代
- ファイナルファンタジーVII リバース（2024年）
- カイジ外伝：激熱の街（2024年、兵藤和也、チャン・ボーウェン、大川健司、三好智広）
- 餓狼伝説 City of the Wolves（2025年、ケビン・ライアン）

### 吹き替え

#### 映画
- アメリカン・ソルジャー（ビリー・ウォーラー〈ジョー・コール〉）
- アメリカン・ハニー（JJ〈レイモンド・コールソン〉）
- アンセイン 〜狂気の真実〜
- インサイド・マン2（アンシュ）
- 王宮の夜鬼
- オール・アイズ・オン・ミー
- クライム・ゲーム（チャーリー〈キーラン・カルキン〉）
- ストーンウォール
- 世界で一番殺された女
- ゾンビスクール!（ダグ〈リー・ワネル〉）
- トリプル9 裏切りのコード（ルイス・ピント〈ルイス・ダ・シルヴァ〉）
- ハワード・ザ・ダック/暗黒魔王の陰謀（カーター〈マイルズ・チャピン〉）
- ブッシュウィック-武装都市-
- ブラック・スキャンダル
- フリー・ファイヤー（スティーヴォ〈サム・ライリー〉）
- ホテル・ムンバイ（アブドラ〈スハイル・ネイヤー〉）
- ラスト・ナイツ
- リベンジャー 処刑人（エリック・バンドー）
- リベンジ・リスト（チャーリー・ローズ〈ルイス・ダ・シルバ・Jr〉）
- ロック・ザ・カスバ!（ジェイク〈スコット・カーン〉）

#### テレビドラマ
- NCIS: ニューオーリンズ
- クイーン・オブ・ザ・サウス 〜女王への階段〜
- クォーリーと呼ばれた男
- グレイス&フランキー
- ザ・ルーキー 40歳の新米ポリス!?
- シカゴ P.D.
- 私立探偵マグナム
- 21サンダー（スペシャルK）
- ハンド・オブ・ゴッド（レイモンド）
- フィアー・ザ・ウォーキング・デッド
- ブリーズ 〜父親の葛藤〜（プラカシュ）
- ブリーズ 〜光と影〜（プラカシュ）
- プリーチャー（ドニー・スケンク〈デレク・ウィルソン〉）
- BOSCH/ボッシュ（レイナード・ウェイツ〈ジェイソン・ゲドリック〉）
- マイ・ブロック
- Major Crimes 〜重大犯罪課
- Reboot ガーディアン・コード（アルファセンチネル）

#### アニメ
- アバター 伝説の少年アン
- ガーディアンズ・オブ・ギャラクシー
- ボージャック・ホースマン

### デジタルコミック
- 幸せな怪物（2022年、レオナルド[4]）
- タタラシドー（2022年、セールス冨岡[5]）